# These Walls
Pistes de Octavarium
The Answer Lies Within
(2) I Walk Beside You
(4)
These Walls est la troisième chanson de l'album Octavarium du groupe de metal progressif Dream Theater. Les paroles ont été écrites par John Petrucci. Cette chanson s'inscrit dans le concept de l'album Octavarium en étant la chanson en La.

## Apparitions
1. Octavarium (Album) (2005)
2. Live at Luna Park (DVD Live) (2013)

## Personnel
- James LaBrie - chant
- John Myung - basse
- John Petrucci - guitare
- Mike Portnoy - batterie
- Jordan Rudess - claviers